# Jay Miller
Jay Miller (*  16. Juli 1960 in Wellesley, Massachusetts) ist ein ehemaliger US-amerikanischer Eishockeyspieler, der im Verlauf seiner aktiven Karriere zwischen 1979 und 1992 unter anderem 494 Spiele für die Boston Bruins und Los Angeles Kings in der National Hockey League (NHL) auf der Position des linken Flügelstürmers bestritten hat. Miller verkörperte den Spielertyp des Enforcers und sammelte in der NHL insgesamt 1.966 Strafminuten.

## Karriere
Miller verbrachte seine Juniorenzeit zwischen 1979 und 1983 an der University of New Hampshire, nachdem er zuvor die Northwood School besucht hatte. Dort spielte er parallel zu seinem Studium in Business Administration, das er erfolgreich abschloss, für die Eishockeymannschaft der Universität, die Wildcats. Mit der Mannschaft lief der Angriffsspieler in der ECAC Hockey, einer Division im Spielbetrieb der National Collegiate Athletic Association (NCAA) auf. Während seiner Studienzeit schulte er zudem vom Verteidiger zum Offensivspieler um und wurde im NHL Entry Draft 1980 in der vierten Runde an 66. Stelle von den Nordiques de Québec aus der National Hockey League (NHL) ausgewählt.
Bevor Miller aber zur Saison 1983/84 für das franko-kanadische Franchise auflief, wurde er Ende Juni 1983 im Tausch für Jim Dobson zu den Minnesota North Stars transferiert. Zuvor hatte er aber zum Ende der Vorsaison sein Profidebüt im Farmteam der Nordiques, den Fredericton Express, in der American Hockey League (AHL) gefeiert. In den folgenden beiden Spielzeiten nach dem Transfer unterzeichnete der US-Amerikaner jedoch keinen Vertrag bei den North Stars, sondern spielte stattdessen in den Minor Leagues. Die Saison 1983/84 verbrachte er größtenteils bei den Mohawk Valley Stars in der Atlantic Coast Hockey League (ACHL) und Maine Mariners in der AHL, die Anschlusssaison ausschließlich bei den Muskegon Lumberjacks in der International Hockey League (IHL).
Im Sommer entschied sich Miller schließlich sein Glück in der NHL zu versuchen und unterschrieb als Free Agent einen Vertrag bei den Boston Bruins. Nachdem er zum Saisonanfang noch im Kader des Kooperationspartners Moncton Golden Flames in der AHL gestanden hatte, debütierte er Ende November 1985 schließlich bei den Bruins und gehörte dem Stammkader bis Januar 1989 an, ehe er zu den Los Angeles Kings transferiert wurde. Der Transfer Millers initiierte den Wechsel zwischen Steve Kasper und Bobby Carpenter nur einen Tag später. Während der Zeit in Boston erreichte der Enforcer mit dem Team im Verlauf der Stanley-Cup-Playoffs 1988 die Finalserie. Bei den LA Kings verbrachte der Stürmer weitere drei Jahre in der NHL. Kurz vor dem Beginn der Saison 1992/93 wurde er jedoch Ende September 1992 aus seinem laufenden Vertrag entlassen. Da sich in der Folge kein Team fand, das seinen mit 600.000 US-Dollar dotierten und noch zwei Jahre gültigen Vertrag übernehmen wollte, entschied sich Miller daraufhin, seine aktive Karriere im Alter von 32 Jahren zu beenden.

## Karrierestatistik
(Legende zur Spielerstatistik: Sp oder GP = absolvierte Spiele; T oder G = erzielte Tore; V oder A = erzielte Assists; Pkt oder Pts = erzielte Scorerpunkte; SM oder PIM = erhaltene Strafminuten; +/− = Plus/Minus-Bilanz; PP = erzielte Überzahltore; SH = erzielte Unterzahltore; GW = erzielte Siegtore; 1 Play-downs/Relegation; Kursiv: Statistik nicht vollständig)